# Kydonia
Kydonia var under antiken en viktig stadsstat på ön Kretas nordvästra kust. Det är oklart exakt var staden låg, men troligen på samma plats som den moderna grekiska staden Chania. Enligt legenden grundades Kydonia av kung Kydon, som var son till Hermes och kung Minos dotter Akakallis.